# Академічний текст
Академічний текст (англ. Academic Text) — авторський твір наукового, науково-технічного та навчального характеру у формі дисертації, кваліфікаційної випускної роботи, наукового видання, наукової статті, звіту у сфері наукової і науково-технічної діяльності, депонованої наукової роботи, підручника, навчального посібника, інших науково- та навчально-методичних праць.

## Види академічних текстів
Виділено такі види академічних текстів:
- дисертації на здобуття наукових ступенів та автореферати дисертацій;
- кваліфікаційні випускні роботи здобувачів вищої освіти;
- статті у наукових виданнях, у тому числі всі статті (сукупність статей), на підставі захисту яких присуджено науковий ступінь;
- монографії, у тому числі ті, на підставі захисту яких присуджено науковий ступінь;
- наукові видання;
- звіти у сфері наукової і науково-технічної діяльності;
- депоновані наукові роботи;
- підручники, навчальні посібники та інші науково- та навчально-методичні праці;
- публікації, розміщені авторами на Інтернет-платформах для обміну науковими публікаціями.

Дисертація — кваліфікаційна наукова робота, яка відображає наукові результати досліджень автора та представлена для здобуття наукового ступеня доктора філософії (кандидата наук) або доктора наук.
Кваліфікаційна випускна робота здобувача вищої освіти — самостійна робота, яка готується з метою публічного захисту для здобуття ступеня вищої освіти молодшого бакалавра, бакалавра чи магістра або освітньо-кваліфікаційного рівня молодшого спеціаліста.